# Žáky
Žáky település Csehországban, a Kutná Hora-i járásban. Žáky Čáslav, Schořov, Krchleby, Tupadly és Zbýšov településekkel határos. Lakosainak száma 404 fő (2024. január 1.).

## Népesség
A település lakosságának változását az alábbi diagram mutatja:
| Lakosok száma | 810  | 800  | 740  | 537  | 393  | 324  | 336  | 355  | 369  | 404  |
|               | 1869 | 1900 | 1921 | 1961 | 1980 | 2011 | 2016 | 2019 | 2021 | 2024 |